# Квітницький-Рижов Юрій Миколайович
Ю́рій Микола́йович Квітни́цький-Рижо́в (10 жовтня 1921, Київ — 15 липня 1993, Київ) — український вчений-енциклопедист, доктор медичних наук, професор, засновник Київського дворянського зібрання (1992).

## Біографія
Народився 10 жовтня 1921 року у Києві.
Закінчив Київський медичний інститут (1945).
Працював в Інституті нейрохірургії імені академіка А. П. Ромоданова АМНУ. З 1952 до 1962 року — у відділі нейропатоморфології.
Батько поетеси Катерини Квітницької-Рижової (1946—2007) та науковиці (гістолога та цитолога), доктора біологічних наук Тетяни Квітницької-Рижової (нар. 1951).
Автор праць з нейрохірургії, історії медицини, культурології. Засновник Київського дворянського зібрання. Автор богословських текстів.

Надгробок
Меморіальна дошка Квітницькому-Рижову на будинку 12 по вул. Городецького у Києві, де він жив

Помер 15 липня 1993 року у Києві. Похований в Києві на Міському кладовищі «Берківці».

## Пам'ять
На будинку в Києві по вулиці Городецького, 12, де жив і працював вчений, встановлено меморіальну дошку.

## Публікації

### Наукові статті

#### Нейробіологія і медицина
- Квитницкий-Рыжов, Ю. Н. (1952). О гистологических структурах желточного мешка ранних патологических зародышей человека. Успехи современной биологии, 33(3), 462.
- Квитницкий-Рыжов Ю. Н. Морфологическая характеристика отёка набухания головного мозга.- Арх. Пат., 1960, т 22, No7, с. 52
- Гершман, Р. Н., & Квитницкий-Рыжов, Ю. Н. (1972). НЕЙРОМОРФОЛОГИЧЕСКАЯ ХАРАКТЕРИСТИКА ЭКСПЕРИМЕНТАЛЬНОГО ХРОНИЧЕСКОГО ТОКСОПЛАЗМОЗА. Arkhiv patologii, 34(1).
- Квитницкий-Рыжов Ю. Н. О факторах, влияющих на объем головного мозга // Журнал неврологии и психиатрии им. С. С. Корсакова. — 1973. — № 7. — С. 1002—1008
- Квитницкий-Рыжов Ю. М., Квитницкая-Рыжова Т. Ю. Современные представления о «тёмных» клетках головного мозга человека и животных // Цитология. — 1981. — № 2. — С. 116—128
- Самвелян В. М., Соцкий О. П., Квитницкий-Рыжов Ю. Н. и др. // Ж.экспер. и клин. мед.- 1984. — Т. 24. — № 1. — С.7-13.
- Квитницкий-Рыжов Ю. Н., Степанова Л. В. Современное состояние проблемы лечения отека и набухания головного мозга: [обзор] // Журн. Вопр. нейрохирургии им. Н. Н. Бурденко. — 1989. — № 4. — С. 40-47.
- Квитницкий-Рыжов ЮН. Современные представления о нейротоксичности// Фармакол. и токсикол. — 1990. — Т. 53, № 4. — С. 77—82
- Квитницкий-Рыжов Ю. Н., Белявский В. Г. // Журн. невропатологии и психиатрии им. С. С. Корсакова. 1989. Т. 89. No 4. С. 132.
- Квитницкий-Рыжов Ю. Н. Основные направления современного изучения структурных реакций головного мозга на кислородное голодание // Журн. невропатологии и психиатрии. 1991. Т. 91. С. 107—112.

#### Історія науки
- Квітницький-Рижов, Ю. М. Найновіші досягнення радянської біології / Ю. М. Квітницький-Рижов; Комітет у справах культурно-освітніх установ при Раді Міністрів УРСР; Центральне лекційне бюро — Київ: Вид-во АН УРСР, 1951. — 32с.
- Квитницкий-Рыжов Ю. Н. Из истории воспитания русских медицинских кадров. К 95-летию медицинской аспирантуры и клинической ординатуры в России // Сов. здравоохр. — 1954. — № 6. — С. 57
- Квитницкий-Рыжов, Ю. Н. Н. А. (1954). Хржонщевский (К 90-летию метода физиологической инъекции). Успехи соврем. биологии, 38(2), 251—257.
- Квитницкий-Рыжов Ю. Н. Эмбриологические исследования Н. Ф. Кащенко (К столетию со дня рождения). «Архив анатомии, гистологии и эмбриологии», 1955, т. 32, № 4
- Квитницкий-Рыжов, Ю. Н. (1956). Деятельность НА Хржонщевского в области санитарного просвещения. Сов. здравоохранение, (5), 51-57.
- Квитницкий-Рыжов, Ю. Н. (1959). Основные данные о научной и общественной деятельности киевского профессора ЮИ Мацона. Врачеб. дело, (7), 765—766.
- Квитницкий-Рыжов, Ю. Н. (1960). К истории изучения взаимоотношений центрально-периферических факторов в нервной деятельности. Жури, невропатологии и психиатрии им. СС Корсакова, 60(1), 115—116.
- Квитницкий-Рыжов, Ю. Н. (1965). Видный украинский ученый-медик Ф. 3. Омельченко. Врачеб. дело, (11), 125—130.
- Квитницкий-Рыжов, Ю. Н. (1969). Крупный естествоиспытатель Казанской школы ИГ Навалихин. Вести, зоологии, (2), 87-89.
- Ю. М. Квитницкий-Рыжов. Из истории популяризации медицинских знаний в России. Л. М. Чичагов и его «Медицинские беседы». «Советское здравоохранение», 1984. No 8.С. 252
- Ю. Н. Квитницкий-Рыжов. Проблемы некрополеведения в историко-медицинской практике.//Врачебное дело.-1991.-No 11

### Книги
- Квитницкий-Рыжов, Ю.Н. (1978). Отек и набухание головного мозга (рос.). Київ: Здоров'я. с. 184.
- Квитницкий-Рыжов, Ю.Н. (1988). Современное учение об отеке и набухании головного мозга (рос.). Київ: Здоров'я. с. 170.
- Квитницкий-Рыжов, Ю.Н. (1985). Пётр Иванович Перемежко (1833-1894). Научно-биографическая серия  (рос.). Москва: Наука. с. 104.
- Квитницкий-Рыжов, Ю.Н. (1993). Некрополи Киева (рос.). Київ: НПП «Мариам». с. 30. ISBN 5-8238-0164-5.